# Apodroma quadrisectaria
Apodroma quadrisectaria là một loài bướm đêm trong họ Geometridae.